# Jan "Lill-Blöta" Jonsson
Jan Lennart "Lill-Blöta" Jonsson, född 8 augusti 1948 i Linköping, är en svensk tidigare handbollsspelare.

## Klubblagskarriär
Jonsson spelade för IF Saab från födelsestaden Linköping till 1969 och hade då vunnit första SM-guldet 1968. 1969–1971 spelade han sedan för IF Guif. Han återvände sedan till Saab och var med och vann 2 SM-guld till 1973 och 1974.

## Landslagskarriär
Jan Jonsson spelade i ungdomslandslagen åren 1966 till 1971. Vid debuten var han 18 och sista matchen var i U23-laget. Sammanlagt gjorde han 19 ungdomslandskamper med 30 gjorda mål. Han debuterade i A-landslaget den 13 februari 1969 i Odense mot Danmark. Han spelade sedan 36 landskamper med 20 segrar 13 förluster och 3 oavgjorda. I hans landskamper ingår en mot Rumänien U i Karpatic cup och en mot Sovjets B-landslag. Sammanlagt gjorde Jan Jonsson 72 mål i landslaget, exakt 2 per match. Han deltog vid OS 1972 i München, där Sverige slutade på sjundeplats. Han spelade tre matcher och gjorde sex mål. Sista landskampen spelade han 9 mars mot Japan i VM 1974.